# Eurybia spinulosa
Eurybia spinulosa е вид растение от семейство Сложноцветни (Asteraceae).

## Разпространение
Видът е разпространен в югоизточната част на Съединените щати, където присъства само във Флорида.